# Балфолк
Балфолк (англ. folk bal — народный бал) — направление социальных народных танцев родом преимущественно из Скандинавии, Шотландии, Франции, Бельгии, Нидерландов, Германии, Италии и Польши, либо танцевальное мероприятие с такими танцами.
Совокупность таких танцев включает в себя: бурре, мазурку, скоттиш, шапелуаз, ан дро, гавот, польку, тарантеллу, вальс и многие другие. Часть танцев парные, а часть – общие социальные танцы (круговые, цепочечные, линейные), в которых участник взаимодействует с остальными танцорами, совершая один и тот же набор движений.

### История создания стиля
Танцы, относящиеся к балфолку, изначально исполнялись на свадьбах и праздниках в небольших деревнях по всей Европе. Этот аспект культуры всё ещё жив в некоторых странах, например, во Франции.
Танцы балфолк, как правило, имеют простую основу, поэтому каждый может легко принять участие в танце. Часто используется импровизация.

### Музыкальное сопровождение
Музыку для балфолка часто исполняют на аккордеоне, скрипке, волынке или шарманке.

### Конкурсы в балфолке
Во многие странах проходят соревнования по балфолку.